# La Larri

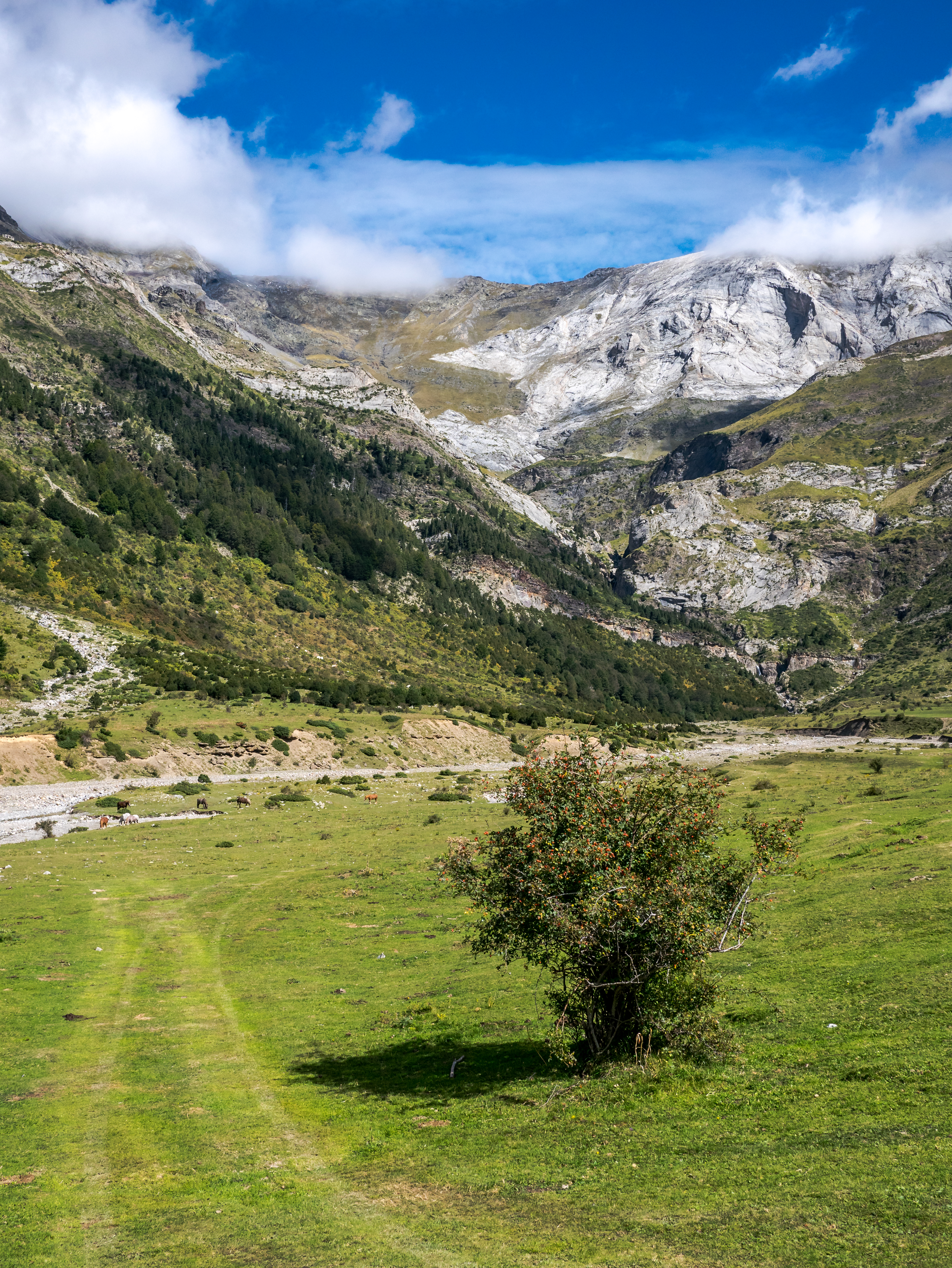
Llanos de La Larri

La Larri es un valle glaciar colgado sobre el Valle de Pineta, en los Pirineos, en la provincia de Huesca, comunidad autónoma de Aragón, en España.
Los glaciares excavaron, en las cabeceras de los valles, hondos circos de paredes escarpadas y dieron su típico modelado en forma de artesa o U a todo el sector de los valles ocupado por las lenguas glaciares. Al propio tiempo, la excavación de circos y valles destruyó las cuerdas interfluviales, modeladas sobre los residuos de la penillanura de cumbres transformándolas en cresterías agudas. Además sobreexcavaron pequeñas cubetas embudiformes, las cuales al fundir el hielo, se convirtieron en lagos (ibones) en Aragón.
El fondo es plano de ahí el nombre de llanos de La Larri y el río desciende lento, pero al llegar a la altura de Pineta, se precipita en cascadas, salvando el desnivel, para desembocar en el río Cinca. Hasta hace unos milenios este valle posiblemente permanecería inundado por un lago de considerables dimensiones, formado porque un antiguo glaciar depositó la morrena sobre la que nos encontramos ahora, que el río se encargó de horadar posteriormente. A los lados del barranco, veremos que poco a poco ha erosionado unos pocos metros de este fondo plano, viéndose los depósitos de pequeñas piedras y arenas depositadas en el antiguo lago. Al fondo unos blancos picos: Pico de la Canal y las Blancas de La Larri. Especialmente este último presenta este color porque está formado por calizas ( con nódulos de sílex dentro), pero no son las calizas cretácicas del resto del parque nacional de Ordesa y Monte Perdido, sino que estas son mucho más antiguas ( de la Era Primaria: Devónico) y son metamórficas, habiéndose transformado durante ese proceos de metamorfización en mármoles.